# Plant and Cell Physiology
Plant and Cell Physiology (ook Plant and cell physiology) is een internationaal, aan collegiale toetsing onderworpen wetenschappelijk tijdschrift op het gebied van de celbiologie en de plantkunde. De naam wordt in literatuurverwijzingen meestal afgekort tot Plant Cell Physiol. Het wordt uitgegeven door Oxford University Press namens de Japanese Society of Plant Physiologists en verschijnt maandelijks.